# Bozenna Pasik-Duncan
Pour les articles homonymes, voir Pasik et Duncan.
Bozenna Janina Pasik-Duncan, née en 1947, est une mathématicienne polono-américaine qui travaille comme professeure de mathématiques à l'université du Kansas. 

## Recherche
Les recherches de Pasik-Duncan concernent le contrôle stochastique (en) et ses applications dans les communications, l'économie et les sciences de la santé. Elle s'intéresse également à l'enseignement des mathématiques, en particulier pour les femmes dans les domaines (en) STIM,.  

## Éducation et carrière
Pasik-Duncan a obtenu une maîtrise en mathématiques de l'université de Varsovie en 1970. Elle a obtenu un doctorat à l'École des hautes études commerciales de Varsovie en 1978, et y a obtenu une habilitation en 1986,.   
Elle a déménagé au département de mathématiques de l'Université du Kansas en 1984, y rejoignant son mari Tyrone Duncan (également mathématicien à l'Université du Kansas).  

## Prix et distinctions
Elle est récipiendaire de la médaille du troisième millénaire de l'Institute of Electrical and Electronics Engineers  (IEEE) en 2000 et est devenue membre de l'IEEE en 2001,. Elle est la conférencière Falconer AWM / MAA 2004, avec une conférence intitulée « Mathematics Education of Tomorrow », et la lauréate 2004 du Prix Louise Hay pour les contributions à l'enseignement des mathématiques de l'Association for Women in Mathematics,.  